# Bianor paulyi
Bianor paulyi är en spindelart som beskrevs av Dmitri Viktorovich Logunov 2009. Bianor paulyi ingår i släktet Bianor och familjen hoppspindlar. Inga underarter finns listade.